# Saison 2002-2003 de l'USM Blida
Chronologie
Saison précédente Saison suivante
La saison 2002-2003 de l'Union sportive de la médina de Blida est la 18e saison du club en première division du championnat d'Algérie. C'est aussi la quatrième saison consécutive en première division, mais aussi la 41e présence du club en Coupe d'Algérie.
Le championnat d'Algérie débute le 22 août 2002 avec la première journée de Division 1 (qui remplace l'ancienne Super Division) pour se terminer le 12 mai 2003 avec la dernière journée de cette même compétition. l'USM Blida est également engagée dans une autre compétition nationale : la Coupe d'Algérie.
Le nouvel entraîneur Younès Ifticen redonne une solidité défensive à l'équipe, et lui fait quitter la zone de relégation, mais le club ne sauve sa peau que lors de la dernière journée. On retiendra aussi le beau parcours en championnat, l'USM Blida atteint les seizièmes de finale en Coupe d'Algérie. La deuxième place en championnat permet au club de se qualifie pour la Ligue des champions arabes de football 2003-2004, nouvelle version de la Coupe arabe des clubs champions de football pour la deuxième fois de son histoire.

## Résumé de la saison
L'USM Blida, respectivement 2e, se qualifie pour la Ligue des champions arabes de football 2003-2004, nouvelle version de la Coupe arabe des clubs champions de football.

## Compétitions

### Championnat

#### Rencontres
Le tableau ci-dessous retrace dans l'ordre chronologique les 46 rencontres officielles jouées par l'USM Blida durant la saison. Le club blidéen a participé aux 30 journées du championnat ainsi qu'à un tour de Coupe d'Algérie. Les buteurs sont accompagnés d'une indication entre parenthèses sur la minute de jeu où est marqué le but et, pour certaines réalisations, sur sa nature (penalty ou contre son camp). Le bilan général de la saison est de 14 victoires, 9 matchs nuls et 7 défaites.
| Date              | J           | Adversaire            | Lieu                                      | Résultat | Buteurs pour l'USMB                        | Références           |
| MATCHS ALLER      |             |                       |                                           |          |                                            |                      |
| 22 août 2002      | 1re journée | USM Annaba            | Annaba - Stade du 19-Mai-1956             | 1-0      | -                                          | [ Rapport match 1 ]  |
| 30 août 2002      | 2e journée  | ASM Oran              | Stade Mustapha-Tchaker - Blida            | 3-0      | Galloul 19e, Zouani 28e, Aït Mokhtar (63e) | [ Rapport match 2 ]  |
| 12 septembre 2002 | 3e journée  | NA Hussein Dey        | Hussein Dey - Stade Zioui                 | 0-0      | -                                          | [ Rapport match 3 ]  |
| 19 septembre 2002 | 4e journée  | ES Sétif              | Stade Mustapha-Tchaker - Blida            | 2-0      | Badache 12e, Mehdaoui (84e)                | [ Rapport match 4 ]  |
| 4 octobre 2002    | 5e journée  | CR Belouizdad         | Alger, Stade du 20 août                   | 2-1      | Badache 34e                                | [ Rapport match 5 ]  |
| 14 octobre 2002   | 6e journée  | JSM Béjaia            | Bejaïa, Stade de l'Unité Maghrebine       | 1-0      | -                                          | [ Rapport match 6 ]  |
| 17 octobre 2002   | 7e journée  | JS Kabylie            | Stade Mustapha-Tchaker - Blida            | 2-0      | Khazrouni 11e, Zouani 58e                  | [ Rapport match 7 ]  |
| 25 octobre 2002   | 8e journée  | CA Bordj Bou Arreridj | Bordj Bou Arreridj, Stade du 20 août 1955 | 0-1      | Belouahem (78e)                            | [ Rapport match 8 ]  |
| 31 octobre 2002   | 9e journée  | USM Alger             | Stade Mustapha-Tchaker - Blida            | 1-0      | Drali (92e)                                | [ Rapport match 9 ]  |
| 7 novembre 2002   | 10e journée | RC Kouba              | Kouba, Stade Benhaddad                    | 1-1      | Badache 40e                                | [ Rapport match 10 ] |
| 14 novembre 2002  | 11e journée | MC Oran               | Stade Mustapha-Tchaker - Blida            | 2-1      | Galloul 16e, Khazrouni 23e                 | [ Rapport match 11 ] |
| 21 novembre 2002  | 12e journée | CA Batna              | Batna, Stade Chahid Seffouhi              | 1-0      | -                                          | [ Rapport match 12 ] |
| 10 décembre 2002  | 13e journée | ASO Chlef             | Stade Mustapha-Tchaker - Blida            | 0-0      | -                                          | [ Rapport match 13 ] |
| 12 décembre 2002  | 14e journée | WA Tlemcen            | Tlemcen, Stade Akid Lotfi                 | 0-0      | -                                          | [ Rapport match 14 ] |
| 19 décembre 2002  | 15e journée | MO Constantine        | Stade Mustapha-Tchaker - Blida            | 2-1      | Badache 53e 74e                            | [ Rapport match 15 ] |
| MATCHS RETOUR     |             |                       |                                           |          |                                            |                      |
| 11 janvier 2003   | 16e journée | USM Annaba            | Stade Mustapha-Tchaker - Blida            | 2-0      | Galoul 28e (pen.), Maouche 33e             | [ Rapport match 16 ] |
| 16 janvier 2003   | 17e journée | ASM Oran              | Sig, Stade Saïd-Ahmed                     | 0-1      | Rouane 82e                                 | [ Rapport match 17 ] |
| 20 janvier 2003   | 18e journée | NA Hussein Dey        | Stade Mustapha-Tchaker - Blida            | 3-0*     | Galoul 45e (pen.)                          | [ Rapport match 18 ] |
| 30 janvier 2003   | 19e journée | ES Sétif              | Sétif, Stade Mohamed-Guessab              | 2-1      | Galoul 42e (pen.)                          | [ Rapport match 19 ] |
| 4 février 2003    | 20e journée | CR Belouizdad         | Stade Mustapha-Tchaker - Blida            | 1-0      | Galloul 55e (pen.)                         | [ Rapport match 20 ] |
| 6 février 2003    | 21e journée | JSM Béjaia            | Stade Mustapha-Tchaker - Blida            | 1-1      | Badache 55e                                | [ Rapport match 21 ] |
| 17 février 2003   | 22e journée | JS Kabylie            | Bordj Menaïel, Stade Salah Takdjerad      | 4-0      | -                                          | [ Rapport match 22 ] |
| 24 février 2003   | 23e journée | CA Bordj Bou Arreridj | Stade Mustapha-Tchaker - Blida            | 2-0      | Badache 17e 80e                            | [ Rapport match 23 ] |
| 6 mars 2003       | 24e journée | USM Alger             | Alger, Stade Omar Hamadi                  | 3-0      | -                                          | [ Rapport match 24 ] |
| 20 mars 2003      | 25e journée | RC Kouba              | Stade Mustapha-Tchaker - Blida            | 1-1      | Galloul 46e                                | [ Rapport match 25 ] |
| 3 avril 2003      | 26e journée | MC Oran               | Aïn Témouchent, Stade Embarek Boucif      | 1-1      | Amrouche 88e                               | [ Rapport match 26 ] |
| 10 avril 2003     | 27e journée | CA Batna              | Stade Mustapha-Tchaker - Blida            | 0-0      | -                                          | [ Rapport match 27 ] |
| 5 mai 2003        | 28e journée | ASO Chlef             | Stade Mâmar Sahli                         | 1-1      | Badache 34e                                | [ Rapport match 28 ] |
| 8 mai 2003        | 29e journée | WA Tlemcen            | Stade Mustapha-Tchaker - Blida            | 1-0      | Drali S. 16e                               | [ Rapport match 29 ] |
| 31 mai 2003       | 30e journée | MO Constantine        | Constantine, Stade Benabdelmalek          | 1-2      | Diss 47e, Amrouche 57e                     | [ Rapport match 30 ] |

### Classement
Le classement est établi sur le barème de points suivant : une victoire vaut 3 points, un match nul 1 point et une défaite 0 point.
| Rang | Équipe                | Pts | J  | G  | N  | P  | Bp | Bc | Diff |
| ---- | --------------------- | --- | -- | -- | -- | -- | -- | -- | ---- |
| 1    | USM Alger T C         | 58  | 30 | 17 | 7  | 6  | 52 | 17 | +35  |
| 2    | USM Blida             | 51  | 30 | 14 | 9  | 7  | 32 | 22 | +10  |
| 3    | NA Hussein Dey P      | 51  | 30 | 13 | 12 | 5  | 32 | 24 | +8   |
| 4    | JS Kabylie            | 49  | 30 | 13 | 10 | 7  | 38 | 24 | +14  |
| 5    | CR Belouizdad         | 45  | 30 | 12 | 9  | 9  | 28 | 20 | +8   |
| 6    | MC Oran               | 43  | 30 | 11 | 10 | 9  | 41 | 40 | +1   |
| 7    | ES Sétif              | 39  | 30 | 10 | 9  | 11 | 32 | 36 | -4   |
| 8    | USM Annaba            | 39  | 30 | 9  | 12 | 9  | 31 | 33 | -2   |
| 9    | RC Kouba              | 38  | 30 | 8  | 14 | 8  | 33 | 32 | +1   |
| 10   | JSM Béjaïa            | 38  | 30 | 10 | 8  | 12 | 18 | 23 | -5   |
| 11   | WA Tlemcen            | 36  | 30 | 9  | 9  | 12 | 29 | 28 | +1   |
| 12   | CA Batna              | 36  | 30 | 9  | 9  | 12 | 17 | 23 | -6   |
| 13   | ASO Chlef P           | 34  | 30 | 7  | 13 | 10 | 25 | 30 | -5   |
| 14   | CA Bordj Bou Arreridj | 34  | 30 | 9  | 7  | 14 | 24 | 40 | -16  |
| 15   | ASM Oran              | 27  | 30 | 7  | 6  | 17 | 18 | 41 | -23  |
| 16   | MO Constantine        | 26  | 30 | 6  | 8  | 16 | 29 | 46 | -17  |

Résultat
- Qualifié pour la Ligue des champions 2004
- Qualifié pour la Ligue des champions arabes 2003-2004
- Qualifié pour la Coupe de la confédération 2004

Relégation
- Relégation en Division 2

Abréviations
T : Tenant du titre

C : Vainqueur de la Coupe d'Algérie 2002-2003

P : Promus de Division 2

### Coupe d'Algérie

#### Rencontres
Dès le coup d’envoi, Dalla annonce la couleur en mettant dans le vent deux défenseurs blidéens avant de servir Dida dont la reprise manquera de peu le cadre des bois de Samadi. Sans complexe, les hommes de Larouag accentueront leur pressing devant un onze blidéen par trop méconnaissable. Aussi, la première incursion dangereuse des poulains d’Ifticène interviendra à la (24e) quand, à la suite d'un coup franc, Kamel Maouche alerte Billal Zouani qui tire mollement dans les bras de Khelifa. Auparavant, Abidi, bien placé dans les six mètres adverses, aurait pu scorer n’était l’intervention de Smail Diss qui repoussera le cuir en corner (15e).
USMB : Samadi, Fekhari, Belouahem (Bouaroura, 34e), Khanifsi, Diss, Rouane, Awudu, Aït Mokhtar (Khalfouni, 60e), Messawudu, Maouche, Zouani B. (Badache, 65e). Entr. : Ifticène.
| Date        | Tour          | Adversaire | Stade (ville)             | Résultat | Buteurs pour l'USMB | Références           |
| ----------- | ------------- | ---------- | ------------------------- | -------- | ------------------- | -------------------- |
| 2 mars 2003 | 32e de finale | SCM Oran   | Chlef, stade Maâmar Sahli | 0-2      | -                   | [ Rapport match 31 ] |

Au retour des vestiaires, le leader de la Régionale 1 (groupe ouest) résiste à une légère domination des coéquipiers de Rouane. Mais, face à la maestria de Khelifa, les avants blidéens restaient muets. Gagnés par le doute, les hommes d’Ifticène vont craquer au cours des 20 dernières minutes de la rencontre. D’abord, quand Dida fusillera de près Samadi, à la suite d'un retrait de Belhadef (72e) puis à la (85e) quand le même Belhadef profitera de l’absence totale des défenseurs de l’USMB pour venir crucifier une seconde fois l’infortuné Samadi.

## Meilleurs buteurs
| Rang | Joueur              | Cham. | Coupe | Total |
| ---- | ------------------- | ----- | ----- | ----- |
| 1    | Mohamed Badache     | 9     | -     | 9     |
| 2    | Samir Galoul        | 6     | -     | 6     |
| 3    | Billal Zouani       | 2     | -     | 2     |
| 3    | Mohamed Khazrouni   | 2     | -     | 2     |
| 3    | Salim Drali         | 2     | -     | 2     |
| 3    | Rezki Amrouche      | 2     | -     | 2     |
| 4    | Mourad Aït Mokhtar  | 1     | -     | 1     |
| 4    | Mohamed Mehdaoui    | 1     | -     | 1     |
| 4    | Rouane Benhalima    | 1     | -     | 1     |
| 4    | Smaïl Diss          | 1     | -     | 1     |
| 4    | Kamel Maouche       | 1     | -     | 1     |
| 4    | Sid Ahmed Belouahem | 1     | -     | 1     |
|      | Forfait             | 3     | 0     | 3     |
|      | But contre son camp | 0     | 0     | 0     |
|      | Total               | 29    | 0     | 29    |

## Effectif

### Statistiques individuelles
| Nom                  | Division 1 | Division 1  | Division 1 | Division 1   | Coupe d'Algérie | Coupe d'Algérie | Coupe d'Algérie | Coupe d'Algérie | Total | Total       | Total  | Total        |
| Nom                  | MJ         | But inscrit | Averti     | Carton rouge | MJ              | But inscrit     | Averti          | Carton rouge    | MJ    | But inscrit | Averti | Carton rouge |
| -------------------- | ---------- | ----------- | ---------- | ------------ | --------------- | --------------- | --------------- | --------------- | ----- | ----------- | ------ | ------------ |
| Kamel Maouche        | 28         | 1           | 2          | 0            | 1               | 0               | 0               | 0               | 29    | 1           | 2      | 0            |
| Samir Galoul         | 28         | 7           | 4          | 2            | 0               | 0               | 0               | 0               | 28    | 7           | 4      | 2            |
| Rezki Amrouche       | 28         | 2           | 8          | 0            | 0               | 0               | 0               | 0               | 28    | 2           | 8      | 0            |
| Salah Mohamed Samadi | 27         | 0           | 4          | 0            | 1               | 0               | 0               | 0               | 28    | 0           | 4      | 0            |
| Smaïl Diss           | 26         | 1           | 6          | 0            | 1               | 0               | 0               | 0               | 27    | 1           | 6      | 0            |
| Benhalima Rouane     | 27         | 1           | 4          | 0            | 1               | 0               | 0               | 0               | 27    | 1           | 4      | 0            |
| Mohamed Badache      | 25         | 9           | 6          | 0            | 1               | 0               | 0               | 0               | 26    | 9           | 6      | 0            |
| Billal Zouani        | 23         | 2           | 1          | 0            | 1               | 0               | 0               | 0               | 24    | 2           | 1      | 0            |
| Salim Drali          | 24         | 2           | 9          | 2            | 0               | 0               | 0               | 0               | 24    | 2           | 9      | 2            |
| Sid Ahmed Belouahem  | 23         | 1           | 6          | 0            | 1               | 0               | 0               | 0               | 24    | 1           | 6      | 0            |
| Hakim Aït Mokhtar    | 22         | 1           | 4          | 0            | 1               | 0               | 0               | 0               | 23    | 1           | 4      | 0            |
| Ouahid Fetahine      | 22         | 0           | 11         | 1            | 0               | 0               | 0               | 0               | 22    | 0           | 11     | 1            |
| Mohamed Khazrouni    | 19         | 2           | 6          | 1            | 0               | 0               | 0               | 0               | 19    | 1           | 7      | 0            |
| Hassan Masaudu       | 15         | 0           | 1          | 0            | 1               | 0               | 0               | 0               | 16    | 0           | 1      | 0            |
| Sid Ali Khenifsi     | 14         | 0           | 1          | 0            | 1               | 0               | 0               | 0               | 15    | 0           | 1      | 0            |
| Mussah Awudu         | 14         | 0           | 1          | 0            | 1               | 0               | 0               | 0               | 15    | 0           | 1      | 0            |
| Mohamed Mehdaoui     | 14         | 1           | 0          | 0            | 0               | 0               | 0               | 0               | 14    | 1           | 0      | 0            |
| Mahfoud Djeddou      | 9          | 0           | 0          | 0            | 0               | 0               | 0               | 0               | 9     | 0           | 0      | 0            |
| Fouad Aïssa          | 4          | 0           | 0          | 0            | 0               | 0               | 0               | 0               | 4     | 0           | 0      | 0            |
| Mohamed Fekhari      | 3          | 0           | 0          | 0            | 0               | 0               | 0               | 0               | 3     | 0           | 0      | 0            |
| Fayçal Bezari        | 2          | 0           | 0          | 0            | 0               | 0               | 0               | 0               | 2     | 0           | 0      | 0            |
| Rabah Bouaroura      | 2          | 0           | 0          | 0            | 0               | 0               | 0               | 0               | 2     | 0           | 0      | 0            |
| Merouane Messaï      | 1          | 0           | 0          | 0            | 0               | 0               | 0               | 0               | 1     | 0           | 0      | 0            |
| Mohamed Saidi        | 1          | 0           | 0          | 0            | 0               | 0               | 0               | 0               | 1     | 0           | 0      | 0            |
| Mohamed Aoun Seghir  | 0          | 0           | 0          | 0            | 0               | 0               | 0               | 0               | 0     | 0           | 0      | 0            |
| Total                | 30         | 32          | 73         | 5            | 1               | 0               | 0               | 0               | 31    | 32          | 73     | 5            |

### Affluences
Affluence de l'USM Blida à domicile en championnat